# Riesenberg (Adelsgeschlecht)
Die Herren von Riesenberg (tschechisch z Ryzmberka bzw. z Riesenberka) waren ein bedeutendes katholisches Adelsgeschlecht in Böhmen.

## Geschichte
Den Beinamen erhielten sie durch das Eigentum der Burg Riesenberg bei Neugedein. Den Hauptzweig bildeten die Herren Schwihau von Riesenberg, von denen sich später die Herren von Dolan und Puta abspalteten.
Während der Hussitenkriege kämpften Wilhelm von Riesenberg und Johann von Rabí an der Seite des katholischen Adels und des Königs Sigismund. Dafür wurde Wilhelm mit der Mitgliedschaft im katholischen Pilsner Landfried belohnt. Riesenberger unternahmen immer wieder Beutezüge gegen die mit den Hussiten sympathisierenden Herren von Klattau. 1424 vergalten die Hussiten unter Führung des Hauptmanns Johann Bzdinka und Bohuslav von Schwanberg die Angriffe der Riesenberger und überfielen mit 8000 Mann und 1000 Reitern die Feste von Schwihau. Nach der Schlacht am Weißen Berg wurde den Riesenbergern das Vermögen wieder zurückgegeben. Die Riesenberger bemächtigten sich weiterer Ländereien und Höfe, darunter Burg Rabí, Burg Skála, Riesenberg (Rýzmberk) und eine Zeit lang auch Karlsberg mit dem Recht, Gold zu schürfen. Weiter gehörten ihnen Raudnitz und im 15. Jahrhundert die Stadt Cosel im Herzogtum Cosel. Neben den Rosenbergern und Pernsteinern zählten sie zu den reichsten Adelsfamilien Böhmens.
In der Schlacht von Lipan schloss sich Johann von Schwihan wiederum den katholischen Heeren an.

## Stammliste

### Ast Výrov
(tschechisch z Výrova, Mehrzahl Výrkové, später Úsilovští)
1. Heinrich
  1. Heinrich V. (1427–1456) erhielt Usilov.
    1. Nachval (1464–1481)
      1. Johann (1473–1514)
        1. Georg
        2. Nachval (letzte Mitglieder des Astes)

    2. Wilhelm (1464–1472)
    3. Heinrich (1464–1506), Burggraf auf Maidstein und Landherr von Groß Uretschlag

### Ast Drslav
Die Drslavici ließen sich am Handelsweg von Bayern nach Pilsen nieder und erbauten hier im 13. Jahrhundert, zu einem Zeitpunkt als Přemysl Ottokar II. Krieg gegen die Bayern führte, die Burg Riesenberg. Dieser Ahnenast hatte sich insgesamt etwa 90 mal weiterverzweigt. Aus ihm entstanden später die Adelsfamilien von Riesenberg, später die von Schwihau und Riesenberg. Alle Familien verband ein gleiches Wappen: Zweigeteiltes Schild, dessen linke Hälfte drei waagrechte Balken teilen.
Ende des 12. Jahrhunderts übten drei Brüder Černín, Břetislav und Drslav hohe Ämter am königlichen Hof aus. Für ihre Dienste erhielten sie von Přemysl Ottokar I. umfangreiche Lehen im Südwesten Böhmens.
1. Drslav I „Zdislav“ († etwa 1167)
  1. Černín Drslavic († etwa 1215)
    1. Sobehrd von Klattau (Soběhrd z Klatov) († etwa 1257)
      1. Drslav von Chudenic († etwa 1291)
        1. Černín († vor 1378), verheiratet mit Perchta
          1. Johann († etwa 1394)
          2. Černín († etwa 1420), verheiratet Ofka z Ustupenic
            1. Wenzel († nach 1434)
            2. Černín († nach 1434)
              1. Wilhelm († nach 1466)
              2. Nikolaus († etwa 1479)

            3. Drslav († vor 1466), verheiratet mit Elisabeth Czernin z Chudenic
              1. Diepold († nach 1460)
              2. Humprecht Czernin von Chudenicz (* 1447; † nach 1499), verheiratet mit Marjana z Doupova
              3. Vilém Czernin z Chudenic († etwa 1510)
                1. Drslav († 1531), verheiratet mit Katharina von Slatin
                2. Nikolaus († vor 1551) verheiratet mit Margarethe von Langenwiese (Markéta z Dlouhé Vsi)
                  1. Wenzel der Jüngere († etwa 1602)

                3. Wilhelm († vor 1565)
                4. Johann († 1593), verheiratet mit Lidmila ze Lhoty und Katharina von Pratendorf (Kinder stammten aus der ersten Ehe)
                  1. Zdislav († etwa 1577)
                  2. Karl († 1586)
                  3. Drslav der Älteste († 1601)
                  4. David Wilhelm, verheiratet mit Anna von Příchovice
                    1. Johann Peter († etwa 1624)

                  5. Georg Diepold

                5. Wenzel der Ältere
                6. Hynek († etwa 1547)
                7. Georg († vor 1564), verheiratet mit Anna Beyčková z Nezpěčova
                  1. Johann Hynek († etwa 1596), verheiratet mit Katharina von Doupov
                  2. David († 1596 in England)

                8. Johann der Jüngere († vor 1583)
                9. Sigismund († nach 1566)
                10. Sigismund († etwa 1530)
                11. Margarete († etwa 1535)

              4. Johann († etwa 1505)

            4. Protiva († etwa 1419)

        2. Kunrát († etwa 1369)

  2. Břetislav von Pilsen (* 1193; † etwa 1238), wird auch als Urahne der Riesenberger bezeichnet. Er hielt einen königlichen Posten in der Pilsner Region und gab sich das Prädikat von Pilsen, später bezeichnete er sich als von Zbiroh.
    1. Černín von Pilsen († nach 1228)
    2. Břetislav von Zbiroh (* 1228; † etwa 1257), war verheiratet mit einer nicht näher genannten Mařena, nannte sich 1245 von Biřkov, seit 1247 von Zbiroh.
      1. Diepold von Zbiroh, († etwa 1297), höchster Richter und von 1279 bis 1282 höchster Kämmerer. 1281 wurde er von der Landesversammlung ermächtigt gemeinsam mit dem Prager Erzbischof Böhmen zu verwalten. Diepold bezeichnete sich zwar von 1251 von Zbiroh, 1297 benutzte er jedoch bereits das Siegel mit dem Prädikat von Riesenberg.
        1. Wilhelm von dem Fels (Vilém ze Skály) († nach 1325), verheiratet mit Vratislava Vratislavská
          1. Hynek Schwihau von Riesenberg († etwa 1358)
          2. Wilhelm vom Fels auf Schwihau (* 1342; † 1378)
            1. Wilhelm Schwihau von Riesenberg († nach 1379)
              1. Wilhelm
              2. Vracka
              3. Hynek († nach 1385), Pfarrer

            2. Břeněk vom Fels und Schwihau († 1407), höchster Kämmerer, verheiratet mit Elisabeth von Wellartitz
            3. Puta von Schwihau und Riesenberg († 1399) gab den Bau der spätgotischen Wasserburg Schwihau in Auftrag.

        2. Břetislav von Schwihau und Riesenberg († nach 1321)
          1. Břetislav Břeněk († etwa 1365)
          2. Diepold († etwa 1365)
            1. Ojíř († etwa 1403), verheiratet mit Petruše von Krawarn
              1. Elisabeth († nach 1419), verheiratet mit Johann von Janovice
              2. Břeněk († nach 1446), verheiratet mit Anna z Drahotuš

          3. Heinrich († vor 1353)

        3. Protiva († nach 1310)
        4. Ulrich († nach 1310)
        5. Diepold († nach 1321)

  3. Drslav z Dolan († etwa 1228)
    1. Sezima († nach 1253)
      1. Protiva († etwa 1339)
        1. Vracka
        2. Sezema († nach 1339)
          1. Puta († etwa 1390)
            1. Břeněk († 1420 in Sudoměř)
            2. Puta
            3. Diepold († nach 1425)
              1. Karl († nach 1446)
              2. Diepold († 3. April 1474 in Wellartitz), verheiratet mit Kateřina Sokolová von Lemberg
                1. Johanna von Riesenberg, Äbtissin, in St. Georg an der Prager Burg
                2. Elisabeth von Riesenberg († 1500/09), verheiratet mit Viktorin Plansky von Seeberg
                3. Anna (Švihovská) von Riesenberg († etwa 1476), verheiratet mit Freiherrn Jan I Popel von Lobkowitz
                4. Wilhelm von Riesenberg († 1505)
                5. Puta von Riesenberg († nach 1484) Puta soll äußerst gebildet gewesen sein. Er war Diplomat und gehörte zu den Beratern des Königs Vladislav II. Dieser genehmigte ihm auch den Bau und Umbau von vier Burgen, darunter die Burg Schwihau, der vorletzten Burg, die in Böhmen gebaut wurde.

          2. Sezema († nach 1379)
          3. Wilhelm († vor 1385)

        3. Heinrich († nach 1339)

      2. Ojíř († etwa 1341)

### Ast Schwihau von Riesenberg
(tschechisch Švihovský z Rýzmberka)
1. Brenek von Fels und Schwihau (Břeněk ze Skály a Švihova) († 1420 in Sudoměř), höchster Kämmerer, der später den Namen von Schwihau und Riesenberg führte. Verheiratet mit Elisabeth von Welhartitz. Brenek war ein Anhänger der Hussiten. In der Schlacht bei Sudoměř wurde er an der Seite von Jan Žižka getötet und lange Zeit vom Volk als Märtyrer gefeiert.
  1. Puta († 6. Februar 1413)
  2. Wilhelm († 1463), verheiratet mit Margarethe von Sternberg und Skonka von Žirotín (Škonka ze Žirotína)
    1. Puta († 21. Juli 1504 in Horaschdowitz), höchster Richter, verheiratet mit Bohunka Mezeřícká z Lomnice
      1. Katharina († 1540 in Blatná), verheiratet mit dem höchsten Burggrafen Zdeniek Lev von Rosental
      2. Johanna († 1529), verheiratet mit Johann II. von Sternberg
      3. Břetislav († 10. Juni 1566)
      4. Heinrich († Juli 1551), verheiratet mit Ursula/Voršila, Tochter des Albrecht I. von Münsterberg
        1. Johann († 1556)
        2. Wenzel († 20. Juni 1587), verheiratet mit Margarethe von Gutenstein
          1. Johanna († 18. April 1625), verheiratet mit Friedrich Švihovský z Rýzmberka
          2. Karl († 1593), verheiratet mit Markéta Krajířová z Krajku
            1. Alena, verheiratet mit Wenzel Wilhelm von Roupov

        3. Michael († 1577), verheiratet mit Marie von der Leiter
          1. Elisabeth († nach 1577)

      5. Wilhelm († 1551), verheiratet mit Anna von Gutenstein und Anna von Klemberg
        1. Ferdinand († 1595), verheiratet mit Anna von Saatz und Vejkstorf (Anna Žatecká z Vejkrštorfu) und Elisabeth von Malowitz
          1. Wenzel († 1608)
          2. Ludwig († 14. Juni 1587)
          3. Diepold (Děpolt) († 1610/16), verheiratet mit Johann Kordula von Sloupno
            1. Ferdinand Karl (Ferdinand Karel), († 1620 in Amiens, Frankreich)

          4. Friedrich († 1629), verheiratet mit Johanna Schwihov von Riesenberg
            1. Judith (Jitka Voršila) († nach 1628), verheiratet mit Radslav Jaroslav Vchynský z Vchynic
            2. Petr Vok († 1642), verheiratet mit Elisabeth Polyxena von Zerotin und Regina Elisabeth von Talmberg
              1. Friedrich Kaspar Eusebius (Bedřich Kašpar Eusebius) (* 1626 - † 19. November 1654 in Prag), verheiratet mit Gräfin Marie Monika von Waldstein
                1. Marie Elisabeth (etwa † 1701), verheiratet mit Adam Maximilian von Bubno
                2. Johanna Polyxena
                3. Anna Marie, verheiratet mit Grafen Johann Karl von Waldstein

              2. Ferdinand Karl (* 1630; † 1656)

            3. Maximiliana Veronika († Dezember 1661), verheiratet mit Jaroslav Wolf von Sternberg und Georg Wratislaw von Mitrowitz
            4. Ferdinand Wenzel († 18. Februar 1658 in Hradešice), verheiratet mit Marie Gräfin von Rozdražov († 1636) und Polyxena Ludmila Reichsgräfin von Sahr (ze Žďáru, de Sora, von Saar usw.) (* cca 1624; † 1691)
              1. Jaroslav Florian Ignaz (* cca 1644; † 1716 in Hradešice), verheiratet mit Gräfin Isabella Amelia von Salm-Neuburg und Benigna Constanze von Maltzahn
                1. Franz Anton (František Antonín), († 1694)
                2. Barbara († nach 1727), verheiratet Grafen Bernhard Franz Wiežnik von Wiežnik
                3. Marie († 1745)
                4. Freiherr Wenzel von Schwihau und Riesenberg (* 1698; † 29. Juni 1720 in Prag) Mit ihm starb ein altes böhmisches Adelsgeschlecht endgültig aus. Er ist in der Kirche der Hl. Jiljí bestattet.

              2. Ferdinand Maximilian Friedrich (* 1652)

      6. Wenzel († vor 1508), verheiratet mit Anna von Weseritz und Kolowrat
        1. Johann Puta († nach 1561), verheiratet mit Eva Řepická ze Sudoměře
          1. Anna verheiratet mit Michal Španovský z Lisova, höchster Schreiber

  3. Johann Hals (Jan Krk) († 14. April 1450), höchster Kämmerer, verheiratet mit Anna von Neuhaus
    1. Wilhelm der Ältere (Vilém starší) († nach 1477), Propst von Mělník
      1. Wilhelm († nach 1487)
      2. Puta († nach 1478)

    2. Wilhelm der Jüngere (Vilém mladší) († 1479), höchster Kämmerer. Am 23. Mai 1474 wählte ihn die Landesversammlung von Beneschau zu einem der Landesdirektoren. Weitere Direktoren waren Heinrich d. J. von Münsterberg, Zdeniek von Sternberg, und Johann Hase von Hasenburg.
    3. Břeněk († etwa 1465)
      1. Johann († 1481)
        1. Elisabeth

    4. Puta